# Horo Records
Horo Records was een Italiaans platenlabel uit de jaren zeventig, dat jazzmuziek uitbracht. Het werd in 1972 opgericht door de jazzproducent Aldo Sinesio. Tot 1978 verschenen er zeventig albums, waarvan 35 in de serie Jazz a Confronto. Musici die op het label uitkwamen waren zowel Italiaanse artiesten als Amerikaanse, zoals Mal Waldron, Mario Schiano, Enrico Pieranunzi, Enrico Rava, Roswell Rudd, Lee Konitz, Steve Lacy, Max Roach, Archie Shepp, Sun Ra, Lester Bowie en Gil Evans.